# Conference League South 2008-2009
La Conference League South 2008-2009 è stata la 5ª edizione della seconda serie della Conference League. Rappresenta, insiema alla Conference League North, il sesto livello del calcio inglese ed il secondo del sistema "non-league". 

## Squadre partecipanti
| Squadra                    | Città                         | Stagione precedente                                             |
| -------------------------- | ----------------------------- | --------------------------------------------------------------- |
| AFC Wimbledon              | Londra (Wimbledon)            | 3º posto in Southern Football League Premier Division, promosso |
| Basingstoke Town           | Basingstoke                   | 15º posto in Conference League South                            |
| Bath City                  | Bath                          | 8º posto in Conference League South                             |
| Bishop's Stortford         | Bishop's Stortford            | 10º posto in Conference League South                            |
| Bognor Regis Town          | Bognor Regis                  | 18º posto in Conference League South                            |
| Braintree Town             | Braintree                     | 5º posto in Conference League South                             |
| Bromley                    | Londra (Bromley)              | 11º posto in Conference League South                            |
| Chelmsford City            | Chelmsford                    | 1º posto in Isthmian League Premier Division, promosso          |
| Dorchester Town            | Dorchester                    | 21º posto in Conference League South                            |
| Eastleigh                  | Eastleigh                     | 6º posto in Conference League South                             |
| Fisher Athletic            | Londra (Southwark)            | 4º posto in Conference League South                             |
| Hampton & Richmond Borough | Londra (Richmond upon Thames) | 3º posto in Conference League South                             |
| Havant & Waterlooville     | Havant                        | 7º posto in Conference League South                             |
| Hayes & Yeading United     | Londra (Hillingdon)           | 13º posto in Conference League South                            |
| Maidenhead United          | Maidenhead                    | 17º posto in Conference League South                            |
| Newport County             | Newport                       | 9º posto in Conference League South                             |
| St Albans City             | St Albans                     | 19º posto in Conference League South                            |
| Team Bath                  | Bath (Università di Bath)     | 2º posto in Isthmian League Premier Division, promosso          |
| Thurrock                   | Purfleet (Essex)              | 12º posto in Conference League South                            |
| Welling United             | Londra (Bexley)               | 16º posto in Conference League South                            |
| Weston-super-Mare          | Weston-super-Mare             | 20º posto in Conference League South                            |
| Worcester City             | Worcester                     | 12º posto in Conference League North                            |

## Classifica finale
|  | Pos. | Squadra                | Pt | G  | V  | N  | P  | GF | GS  | DR  |
|  | ---- | ---------------------- | -- | -- | -- | -- | -- | -- | --- | --- |
|  | 1    | AFC Wimbledon          | 88 | 42 | 26 | 10 | 6  | 86 | 36  | +50 |
|  | 2    | Hampton & Richmond     | 85 | 42 | 25 | 10 | 7  | 74 | 37  | +37 |
|  | 3    | Eastleigh              | 83 | 42 | 25 | 8  | 9  | 69 | 49  | +20 |
|  | 4    | Hayes & Yeading Utd    | 81 | 42 | 24 | 9  | 9  | 74 | 43  | +31 |
|  | 5    | Chelmsford City        | 77 | 42 | 23 | 8  | 11 | 72 | 52  | +20 |
|  | 6    | Maidenhead Utd         | 71 | 42 | 21 | 8  | 13 | 57 | 46  | +11 |
|  | 7    | Welling Utd            | 68 | 42 | 20 | 8  | 14 | 56 | 45  | +11 |
|  | 8    | Bath City              | 68 | 42 | 19 | 11 | 12 | 61 | 44  | +17 |
|  | 9    | Bishop's Stortford     | 59 | 42 | 17 | 8  | 17 | 60 | 60  | 0   |
|  | 10   | Newport County         | 59 | 42 | 16 | 11 | 15 | 50 | 51  | -1  |
|  | 11   | Team Bath              | 55 | 42 | 16 | 7  | 19 | 62 | 64  | -1  |
|  | 12   | St Albans City         | 54 | 42 | 14 | 12 | 16 | 56 | 50  | +6  |
|  | 13   | Bromley                | 54 | 42 | 15 | 9  | 18 | 60 | 64  | -4  |
|  | 14   | Braintree Town         | 52 | 42 | 14 | 10 | 18 | 57 | 54  | +3  |
|  | 15   | Havant & Waterlooville | 48 | 42 | 11 | 15 | 16 | 59 | 58  | +1  |
|  | 16   | Worcester City         | 47 | 42 | 12 | 11 | 19 | 38 | 53  | -15 |
|  | 17   | Weston-super-Mare      | 47 | 42 | 12 | 11 | 19 | 43 | 68  | -25 |
|  | 18   | Basingstoke Town       | 46 | 42 | 10 | 16 | 16 | 36 | 55  | -19 |
|  | 19   | Dorchester Town        | 42 | 42 | 10 | 12 | 20 | 39 | 61  | -21 |
|  | 20   | Thurrock               | 40 | 42 | 9  | 13 | 20 | 54 | 60  | -6  |
|  | 21   | Bognor Regis Town (-7) | 26 | 42 | 7  | 12 | 23 | 33 | 68  | -35 |
|  | 22   | Fisher Athletic        | 18 | 42 | 5  | 3  | 34 | 22 | 100 | -78 |

Legenda:
      Promosso in Conference League Premier 2009-2010.
  Ammesso ai play-off.
      Retrocesso in Isthmian League Premier Division 2009-2010.
      Retrocesso in Southern Football League Premier Division 2009-2010.
Regolamento:
Tre punti a vittoria, uno a pareggio, zero a sconfitta.
In caso di arrivo di due o più squadre a pari punti, la graduatoria viene stilata secondo i seguenti criteri:
- differenza reti
- maggior numero di gol segnati

Note:

Il Thurrock è stato poi riammesso in Conference League South 2009-2010.
Team Bath escluso alla fine della stagione, in quanto il suo status di club universitario non era compatibile con il regolamento della lega.
Fisher Athletic sciolto per fallimento alla fine della stagione, rifondato con la denominazione di Fisher F.C. ed ammesso in Kent League.
Il Bognor Regis Town è stato sanzionato con 7 punti di penalizzazione.

## Spareggi

### Play-off

#### Tabellone
|  | Semifinali | Semifinali            | Semifinali | Semifinali | Semifinali |  |  | Finale | Finale                | Finale |  |
|  |            |                       |            |            |            |  |  |        |                       |        |  |
|  | 5          | Chelmsford City       | 1          | 0          | 1          |  |  |        |                       |        |  |
|  | 2          | Hampton & Richmond B. | 3          | 0          | 3          |  |  | 2      | Hampton & Richmond B. | 2      |  |
|  | 4          | Hayes & Yeading Utd   | 2          | 4          | 6          |  |  | 4      | Hayes & Yeading Utd   | 3      |  |
|  | 3          | Eastleigh             | 4          | 0          | 4          |  |  |        |                       |        |  |